# Akekee
De akekee (Loxops caeruleirostris) is een zangvogel uit de familie Fringillidae (vinkachtigen). De vogel werd in 1890 door Scott Barchard Wilson geldig beschreven. Het is een ernstig bedreigde, endemische vogelsoort van het eiland Kauai (Hawaï).

## Kenmerken

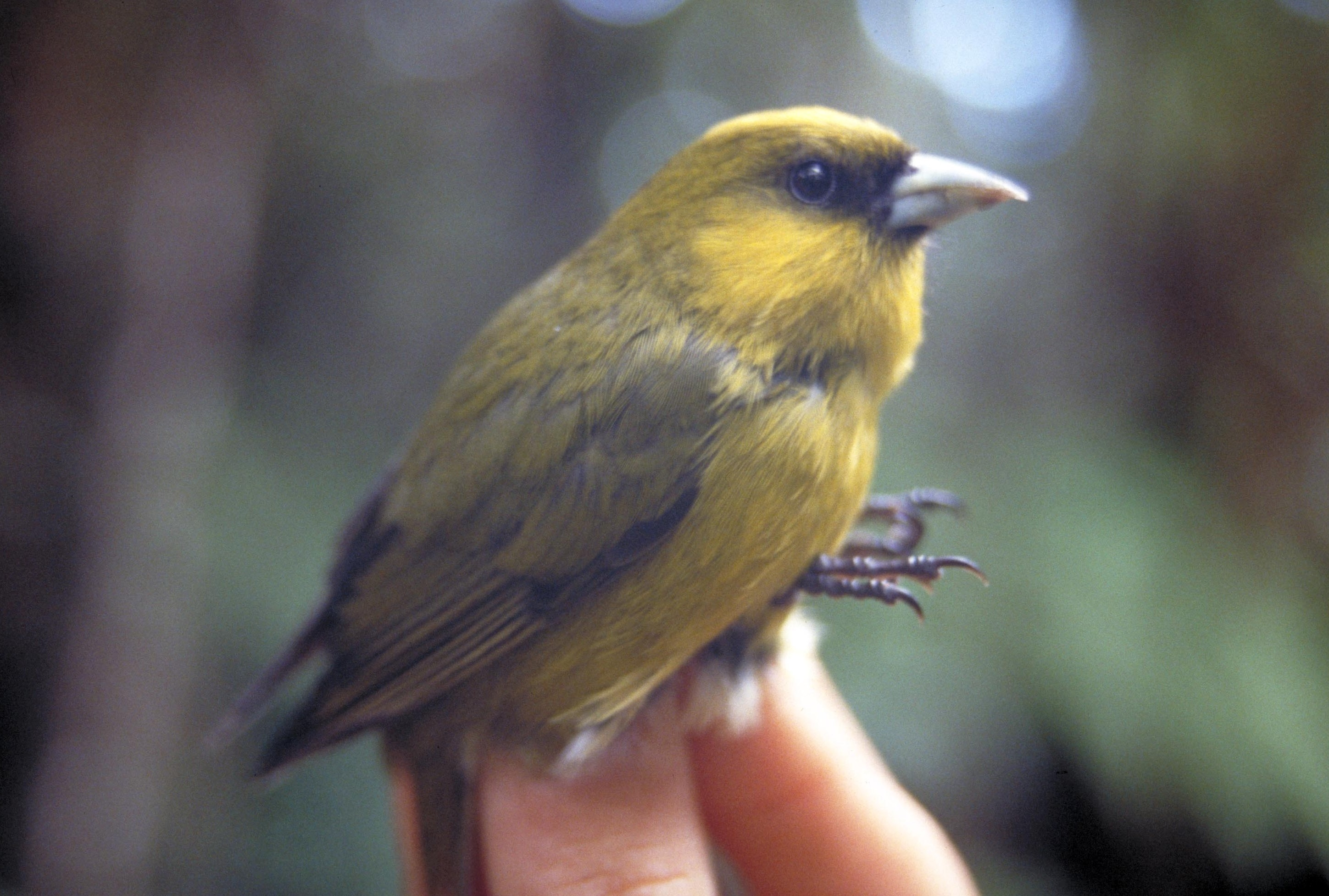
Foto van de akekee.

De vogel is 11 cm lang met een kegelvormige snavel die is ingekeept en waarvan de snavelpunten elkaar kruisen, maar dit is nauwelijks zichtbaar in het veld. Het mannetje is overwegend olijfgroen gekleurd van boven en geel van onder. Rond het oog tot aan de snavel is een zwart masker. De kruin en de stuit zijn geel. Het vrouwtje verschilt niet zo sterk, de kleuren zijn wat doffer en het zwarte masker is kleiner. Alle andere kleine, groene vogels op Hawaï, inclusief de geïntroduceerde Japanse brilvogel (Zosterops japonicus) hebben een donkere stuit.

## Verspreiding en leefgebied
Deze soort is endemisch op Kauai. Het leefgebied bestaat uit een aantal typen hellingbos tussen de 600 en 1600 m boven de zeespiegel. De vogel kan tegen enige aftakeling van het leefgebied, mits de inheemse, altijd groen blijvende boom Metrosideros polymorpha (Mirtefamilie) aanwezig is.

## Status
De akekee heeft een zeer klein verspreidingsgebied en daardoor is de kans op uitsterven aanwezig. De grootte van de populatie werd in 2018 door BirdLife International geschat op 310 tot 1000 individuen en de populatie-aantallen nemen af. Het leefgebied wordt bedreigd door geïntroduceerde hoefdieren (o.a. geiten) en muggen die een voor vogels fatale infectieziekte verspreiden. Dit effect wordt versterkt door klimaatverandering. Om deze redenen staat deze soort als ernstig bedreigd (kritiek) op de Rode Lijst van de IUCN.